# عملیات شکوفه‌های گیلاس در شب

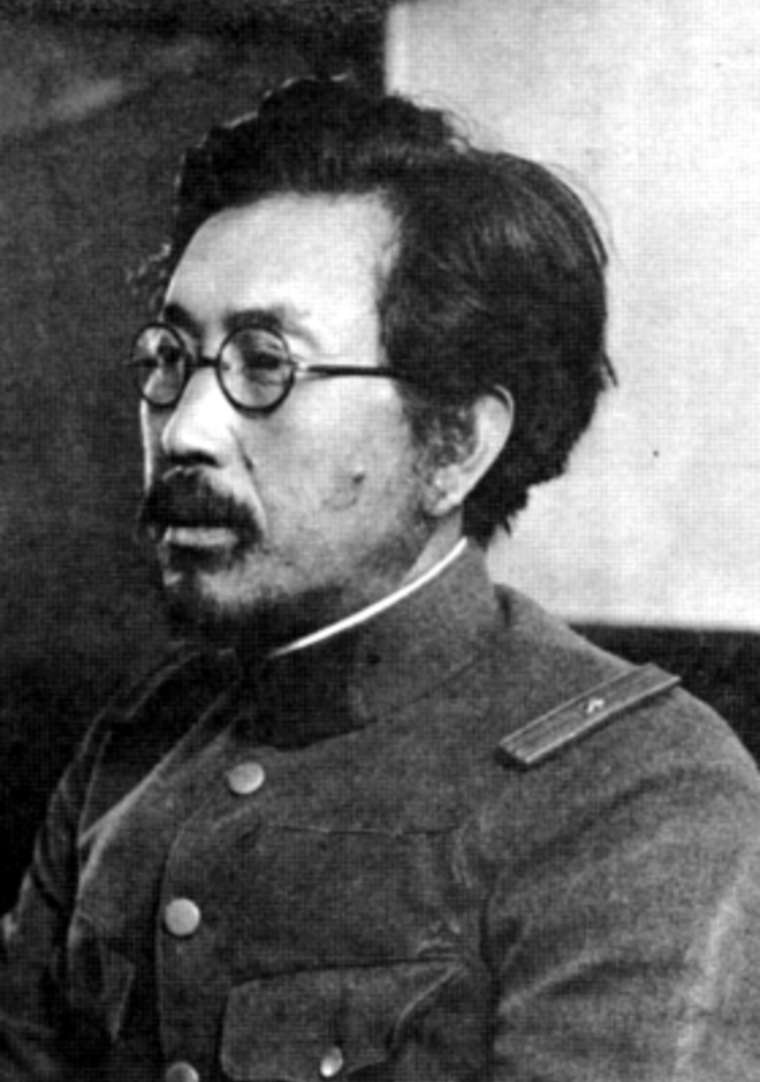
عکس ایشی شیرو

عملیات شکوفه‌های گیلاس در شب (انگلیسی: Operation Cherry Blossoms at Night) طرحی بود که در سال ۱۹۴۵ توسط ایشی شیرو برای انجام جنگ بیولوژیک تهیه شد. این طرح بر روی مراکز جمعیتی غیرنظامی در جنوب کالیفرنیا در ایالات متحده آمریکا در ماه‌های آخر جنگ جهانی دوم با استفاده از عوامل بیماری‌زا که توسط اعضای واحد ۷۳۱ برنامه‌ریزی شده بود.
این برنامه قرار بود در ۲۲ سپتامبر ۱۹۴۵ آغاز شود اما به دلیل تسلیم ژاپن در ۱۵ اوت ۱۹۴۵ محقق نشد.